# نواه نورمي
نواه نورمي (بالفنلندية: Noah Nurmi) هو لاعب كرة قدم فنلندي في مركز الدفاع، ولد في 6 فبراير 2001 في فنلندا. شارك مع منتخب فنلندا تحت 19 سنة لكرة القدم. أما مع النوادي، فقد لعب مع نادي إيسبيرغ.

## وصلات خارجية
- نواه نورمي على موقع قاعدة بيانات كرة القدم.إي يو (الإنجليزية)
- نواه نورمي على موقع Soccerway.com (الإنجليزية)
- نواه نورمي على موقع عالم كرة القدم.نت (الإنجليزية)